# Mir (stazione spaziale)
La Mir (in russo Мир? ; parola che significa sia mondo sia pace) fu una stazione spaziale del tipo modulare, cioè composta da diversi moduli lanciati separatamente e successivamente assemblati nello spazio, prima sovietica e poi russa. L'assemblaggio infatti iniziò il 20 febbraio 1986, però il suo completamento impegnò oltre un decennio. La Mir venne considerata, dopo il lancio del primo satellite artificiale (Sputnik 1 nel 1957) e del primo volo umano nello spazio di Jurij Gagarin (Vostok 1 nel 1961) come ulteriore successo di prestigio del programma spaziale sovietico sebbene non fosse stata progettata da Sergei Korolev.
La Mir era posta in orbita terrestre bassa e la sua altitudine variava da 296 km a 421 km, la sua velocità media era di 27700 km/h che le permetteva di completare 15,7 orbite al giorno.
La stazione fece il suo rientro distruttivo programmato in atmosfera il 23 marzo 2001.

## Origine della stazione
Mir fu autorizzata con decreto del 17 febbraio 1976, che chiedeva di progettare una stazione spaziale migliore delle precedenti del programma Saljut. Quattro stazioni spaziali Saljut erano già state lanciate a partire dal 1971, con altri tre in fase di lancio nel corso dello sviluppo Mir. Venne deciso che il modulo centrale della stazione (DOS-7) sarebbe stato dotato di un totale di quattro porte di aggancio: due alle estremità della stazione, come nelle stazioni Saljut, e altre due porte su entrambi i lati, al fine di consentire l'assemblaggio di ulteriori moduli per espandere le capacità della stazione. Nell'agosto 1978, il piano era già evoluto con una configurazione finale che prevedeva una porta a poppa e cinque porte in un compartimento sferico posto all'estremità anteriore della stazione.
In origine era previsto che alle porte si agganciassero moduli da 7,5 tonnellate derivati dalla navicella Sojuz. Questi moduli avrebbero usato un modulo di propulsione Sojuz, come nella Sojuz e nelle Progress, gli altri moduli sarebbero stati convertiti in moduli laboratorio. Tuttavia, a seguito di una risoluzione governativa del febbraio 1979, il programma fu ulteriormente aggiornato da Vladimir Čelomej e le porte di attracco furono rinforzate per ospitare moduli da 20 tonnellate.
La S.P. Korolev Rocket and Space Corporation Energia è stata l'azienda responsabile della progettazione complessiva della Mir, subappaltando gran parte dei lavori alla KB Saljut a causa degli intensi lavori già commissionati sul razzo Energia e Saljut 7, Sojuz-T e della produzione di veicoli spaziali Progress. KB Saljut ha iniziato a lavorare nel 1979 e i primi progetti sono stati pubblicati nel 1982 e nel 1983.
Nella stazione furono incorporati nuovi sistemi quali: il computer digitale Saljut 5B per il controllo di volo, nuovi sistemi di gestione dell'assetto (derivato da quello studiato per la stazione Almaz), il sistema automatico di rendezvous Kurs, il sistema di comunicazione satellitare Luch, i generatori di ossigeno Elektron e i depuratori di anidride carbonica Vozduch.
Entro l'inizio del 1984, i lavori sulla Mir subirono una battuta d'arresto: le risorse economiche vennero dirottate nel programma Buran in preparazione per il primo test di volo. I finanziamenti ripresero nei primi mesi del 1984, grazie alla nomina Valentin Gluško come responsabile del programma spaziale sovietico.
Il primo tentativo di lancio della stazione avvenne il 16 febbraio 1986 ma fallì a causa del malfunzionamento dei sistemi di comunicazione. La Mir fu poi lanciata con pieno successo al secondo tentativo di lancio, il 19 febbraio 1986 alle ore 21:28:23 UTC.

## Descrizione

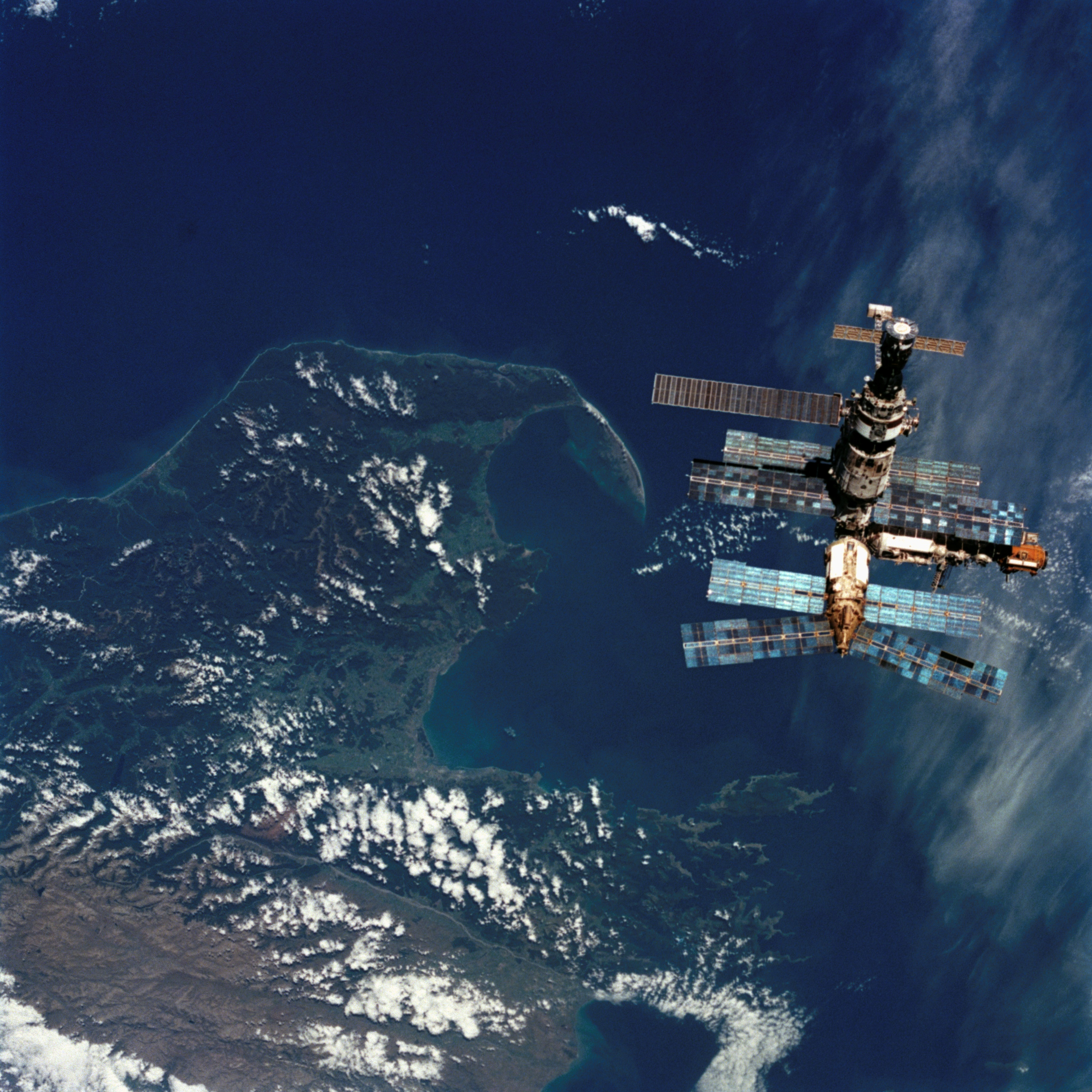
La Mir fotografata dall'Atlantis

Dopo che l'Unione Sovietica mise in funzione più stazioni spaziali del tipo Saljut negli anni settanta fino all'inizio degli anni ottanta, la Mir divenne la prima stazione spaziale abitata perennemente e funzionante scientificamente raggiungendo così l'obiettivo per cui fu concepita. La Mir infatti poté basarsi sulle stazioni spaziali Saljut e sulle precedenti esperienze ricavate con la loro operatività. La sua struttura infatti venne concepita analogamente. Ovviamente si poté evitare di commettere diversi errori e di incappare in diversi inconvenienti grazie a quanto riscontrato nelle varie missioni che avevano volato verso le Saljut e che avevano soggiornato a bordo di queste stazioni spaziali. La Mir ereditò diverse parti degli strumenti di bordo e dell'attrezzatura scientifica dall'ultima stazione del tipo Saljut attiva cioè la Sojuz T-15.
Il modulo o blocco di base della Mir era dotato, a differenza dei blocchi impegnati per le Saljut, di ben sei congegni d'aggancio per navicelle di trasporto e per moduli o blocchi per ampliare la stazione spaziale stessa. Nel corso degli anni infatti, la Mir fu costantemente ampliata grazie ai citati blocchi agganciati, fino a quando nel 1996, ebbe raggiunto l'ultimo stadio d'ampliamento previsto, quando vi fu agganciato il modulo denominato Priroda.
Per diversi anni, la Mir fu l'unico avamposto permanente della presenza umana nello spazio. Oltre agli innumerevoli esperimenti di carattere scientifico vennero effettuate particolarmente esperienze di carattere medico, in particolare sugli effetti sull'organismo umano della permanenza prolungata nello spazio. Diversi cosmonauti infatti rimasero a bordo della stazione spaziale per periodi di quasi un anno intero.
L'assemblaggio modulare della Mir fu fondamentale per lo sviluppo e la messa in funzione della successiva Stazione Spaziale Internazionale – ISS. Infatti anche il modulo Zvezda impegnato sull'ISS, rappresenta una versione modificata del blocco base impegnato per la Mir.
I primi cosmonauti che visitarono la stazione spaziale vennero trasportati con le navicelle spaziali Sojuz, mentre il rifornimento della stazione stessa con generi alimentari, acqua potabile, carburante, ecc. veniva garantito dalle navicelle di trasporto prive di equipaggio del tipo Progress.
Mediante il montaggio di un apposito congegno d'aggancio, si poterono agganciare alla Mir a partire dal 1995 anche gli Space Shuttle statunitensi anche se questo era stato originariamente progettato per il Buran, lo shuttle sovietico, che non fu mai operativo. Infatti originariamente i programmi spaziali russi prevedevano di impegnare questo orbiter per rifornire la Mir.
Così questa interoperatività contribuì a creare una prima combinazione ideale per l'esplorazione umana dello spazio a livello internazionale. Questa fu raggiunta durante l'esecuzione del programma di collaborazione Mir-Shuttle. Infatti la stazione spaziale russa combinò le sue potenzialità con lo Shuttle americano. La Mir fornì un grande e vivibile laboratorio scientifico nello spazio, mentre lo Space Shuttle portò rifornimenti e un ulteriore spazio vivibile: insieme formarono la più grande navicella spaziale di sempre, ben 250 tonnellate di massa. Se il programma test Apollo-Sojuz del 1975 era stata una prima dimostrazione della disponibilità di collaborazione in questo campo da parte delle due superpotenze, questo programma ne fu la dimostrazione sia pratica sia dell'utilità di una reciproca collaborazione. Tanto più se si considera che in precedenza vi furono 20 lunghi anni di "congelamento" nei rispettivi rapporti.

## Ospiti del mondo occidentale
A dicembre del 1990 la stazione spaziale fu visitata dal giornalista giapponese Toyohiro Akiyama, il quale inviò in diretta una serie di documentari sul modo di lavorare in una stazione spaziale. Questo fu solamente l'inizio di una lunga serie di visite della stazione da parte di cittadini di origine non russa. Infatti negli anni successivi aumentò notevolmente il numero di nazioni estere che inviarono personale a bordo della Mir. Per l'Europa fu sicuramente importante la visita nel 1991 del primo austriaco, l'astronauta Franz Viehböck, o dei due cittadini tedeschi Klaus-Dietrich Flade (nel 1992) e Reinhold Ewald (nel 1997) e non per ultimo del francese Michel Tognini. Dal gennaio del 1994 fino a maggio 1995 la Mir fu equipaggiata, fra l'altro, dal cosmonauta russo Valerij Vladimirovič Poljakov. Con oltre 437 giorni consecutivi Poljakov raggiunse un nuovo record di permanenza nello spazio. Tale permanenza prolungata venne pure effettuata allo scopo di testare la reazione dell'organismo umano per un'eventuale missione equipaggiata verso Marte. Un volo verso il pianeta rosso infatti impegnerebbe diversi mesi. Nel 1995 la Mir venne visitata pure dall'astronauta dell'ESA Ulf Merbold, originario della Germania, il quale aveva già in precedenza volato nello spazio a bordo dello Space Shuttle Columbia durante la missione STS-9 svoltasi nel 1983.
Nel 1995, oltre a un ulteriore ampliamento della stazione, venne lanciato pure il primo astronauta statunitense che visitò la Mir: Norman Earl Thagard venne lanciato il 14 marzo dal cosmodromo di Bajkonur a bordo della Sojuz TM-21. Solo pochi mesi dopo, per la precisione a luglio dello stesso anno, venne avviato con l'aggancio della Atlantis durante la missione STS-71 il programma Shuttle-Mir sopra descritto.
Un ulteriore ospite della Mir, che vi soggiornò ben 179 giorni, fu il tedesco Thomas Reiter, anch'esso giunto a bordo della stazione spaziale nel 1995. Nel 1996 si concludono finalmente i lavori di ampliamento della stazione spaziale, grazie all'aggancio del modulo denominato Priroda. Un ultimo fatto degno di nota è dovuto alla circostanza che pure la permanenza più lunga nello spazio da parte di un astronauta cittadino americano è ironicamente stata raggiunta a bordo della Mir – la stazione spaziale lanciata dall'Unione Sovietica con la quale si ebbero tante rivalità durante la corsa nello spazio. Nel 1996 infatti John Blaha rimase ben 118 giorni a bordo della Mir.
Il record di permanenza di un astronauta americano è stato superato il 2 marzo 2016 da Scott Kelly con 340 giorni sulla Stazione Spaziale Internazionale (ISS).

## Serie di incidenti
Il 24 febbraio 1997 si sviluppò un incendio di un generatore chimico di ossigeno. Immediatamente si sviluppò del fumo altamente tossico che costrinse i due cosmonauti russi e l'astronauta statunitense presenti a bordo della stazione spaziale a indossare per un periodo prolungato delle maschere antigas e d'ossigeno.
Grazie alla reazione immediata e corretta dell'equipaggio della Mir, poté essere evitata un'interruzione della missione con conseguente immediato rientro a Terra dell'equipaggio. Infatti i tre riuscirono a ripulire l'aria entro il brevissimo tempo di un solo giorno. Solo due settimane più tardi comunque smise di funzionare correttamente l'apparato primario di alimentazione d'ossigeno della stazione spaziale e si dovette provvedere ad attivare l'alimentazione secondaria. Inoltre, a causa di un difetto del controllo di posizionamento della stazione spaziale, vi fu esclusivamente la possibilità di eseguire delle manovre orbitali volando manualmente.
Un ulteriore problema non meno grave fu il fatto che i sistemi di collegamento via radio tramite satelliti artificiali di comunicazione ormai più che obsoleti, consentivano un contatto via radio con il centro di controllo di volo di Mosca di soli 10 minuti per orbita terrestre, che dura mediamente 89,1 minuti. Pertanto per un'ora e quasi venti minuti gli equipaggi si trovavano del tutto impossibilitati a comunicare con il centro di controllo, seguiti da 10 minuti spesso non sufficienti per effettuare le comunicazioni necessarie prima che il tutto fosse seguito da un'ulteriore ora e venti minuti di silenzio radio.

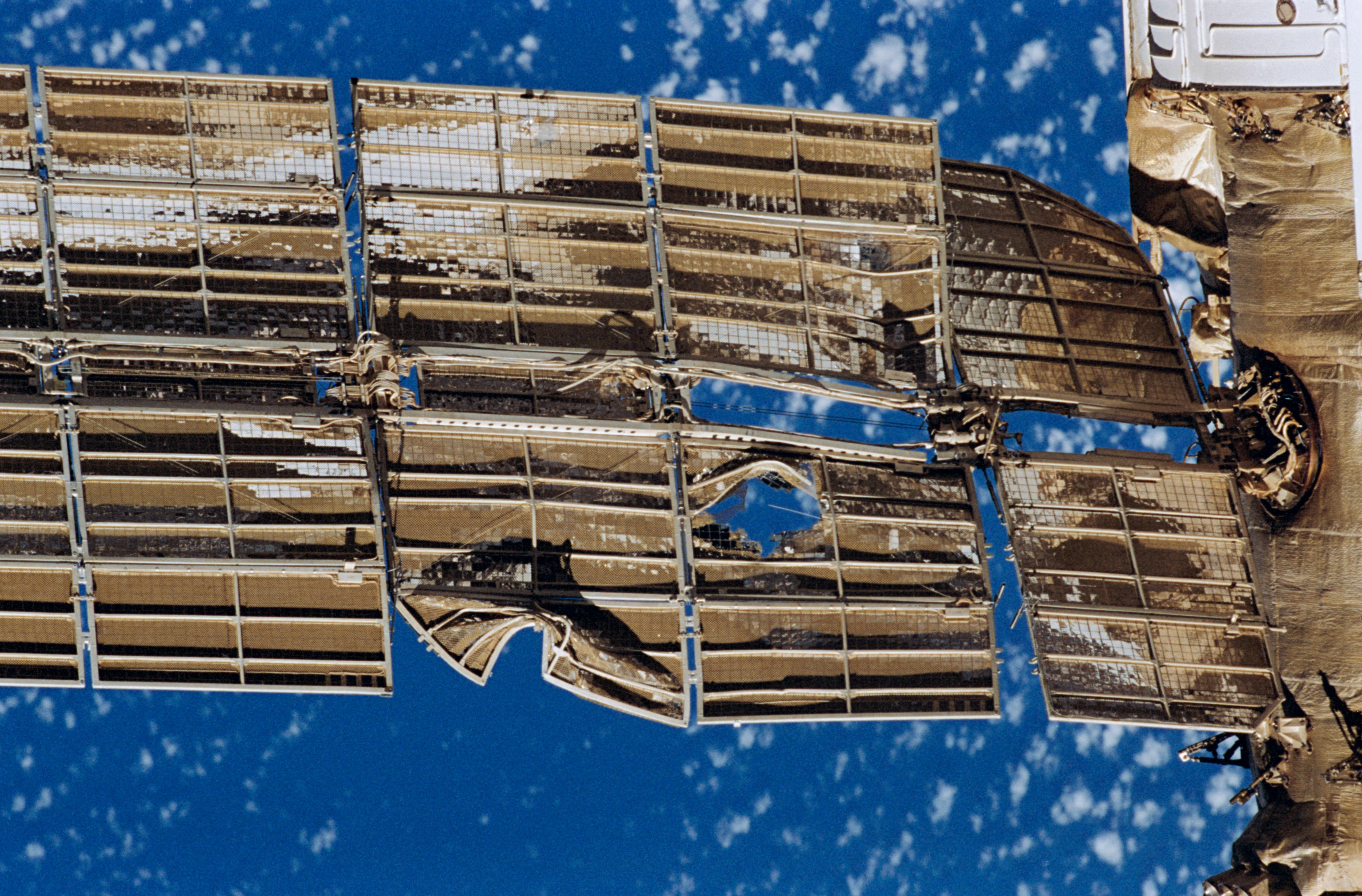
Danni a uno dei pannelli solari del modulo Spektr dopo la collisione con una navicella di trasporto del tipo Progress

All'inizio del 1997, la NASA annunciò i suoi primi dubbi relativi alla continuazione della collaborazione con la Russia per mantenere la Mir operativa. Ciò nonostante venne lanciata il 15 maggio 1997 l'Atlantis per eseguire diversi lavori di riparazione dei sistemi e strumenti di bordo. Contemporaneamente la missione provvide a sostituire l'astronauta statunitense Jerry Linenger con l'astronauta Michael Foale.
Un mese più tardi, il 25 giugno 1997, la navicella di trasporto Progress M-34 si schiantò contro la stazione spaziale a causa di un errore nella programmazione della traiettoria di volo e di aggancio. Oltre a danneggiare il blocco Spektr, che dovette essere sigillato, furono particolarmente danneggiati alcuni pannelli solari della stazione spaziale, tanto che ben un terzo dell'alimentazione di energia della Mir fu interrotto. I problemi conseguenti poterono essere superati due mesi più tardi grazie a una missione durante la quale venne pure sostituito l'equipaggio della stazione spaziale.
Il 26 settembre 1997 venne nuovamente lanciata l'Atlantis in direzione Mir, dopo che vi furono enormi controversie e polemiche all'interno della NASA riguardo all'opportunità di continuare con le missioni del programma Mir-Shuttle in seguito alla serie di inconvenienti e incidenti intercorsi e sopra descritti.

## Deorbitazione
Il 20 novembre 1998 venne lanciato il primo modulo della Stazione Spaziale Internazionale ISS denominato Zarja. Il direttivo della NASA, allora, iniziò a tentare di convincere il governo russo a far precipitare la Mir in maniera controllata nelle acque dell'oceano Pacifico.
In un primo momento il governo russo non accettò tale proposta, volendo mantenere attiva a tutti i costi la stazione spaziale. Nel 1999 si formò addirittura un'apposita organizzazione, atta a garantire il mantenimento in volo della Mir, grazie a finanziamenti di privati. Evidente contrasto e segno indiscutibile che tale impegno non portava frutti concreti fu il fatto che l'equipaggio atterrato il 28 agosto 1999 non venne immediatamente sostituito.
Durò infatti fino al 4 aprile 2000, quando l'ultimo equipaggio della Mir verrà lanciato a bordo della Sojuz TM-30. Al momento del lancio i responsabili dei programmi spaziali russi non avevano abbandonato la speranza di mantenere attiva la Mir per ulteriori due anni grazie a denaro investito da imprenditori del mondo occidentale. Questa speranza si dimostrò ben presto irrealizzabile a causa degli enormi costi che dovettero già in quel momento essere sostenuti dal governo russo solo per garantire il mantenimento attivo della stazione spaziale, cioè senza mettere in bilancio eventuali missioni verso e dalla Mir.
A causa del descritto carico finanziario per il bilancio statale, dovuto ai costi per mantenere contemporaneamente due stazioni spaziali, il 23 ottobre 2000 venne annunciato ufficialmente l'addio e la messa in disfunzione della Mir. L'idea e la proposta del governo russo di trasportare e impegnare parti della Mir per l'assemblaggio della Stazione Spaziale Internazionale – ISS, non venne accettato da parte americana.
Nelle prime ore del mattino del 23 marzo 2001 venne avviata la manovra controllata di rientro in atmosfera della Mir, grazie a tre accensioni dei retrorazzi frenanti dell'ultima navicella di trasporto del tipo Progress che era rimasta agganciata alla stazione spaziale. Le ultime parti e componenti metalliche che non si erano consumate man mano mentre rientravano in atmosfera, precipitarono alle ore 6:57 UTC nella zona precedentemente calcolata nelle acque del sud dell'oceano Pacifico. Dalle isole Figi fu ben visibile lo spettacolo che ricordava i fuochi d'artificio e gli spettacoli pirotecnici di Capodanno.
In 15 anni della sua storia, la Mir — progettata per una durata di vita di 7 anni — orbitò intorno alla Terra per 86 325 volte, percorrendo circa 3638470300 km a un'altezza media di 390 km sopra la superficie terrestre.

## Dati tecnici
- numero dei congegni d'aggancio: 6
- peso del modulo di base: 20 t
- peso totale: oltre 135 t (comprensivo dei diversi moduli agganciati)
- lunghezza modulo di base: 13 m
- diametro del modulo di base: 4,15 m
- lunghezza totale: fino 33 m (a seconda dello stadio di ampliamento)
- apertura alare: 31 m
- altezza di volo: circa 400 km

## Equipaggi

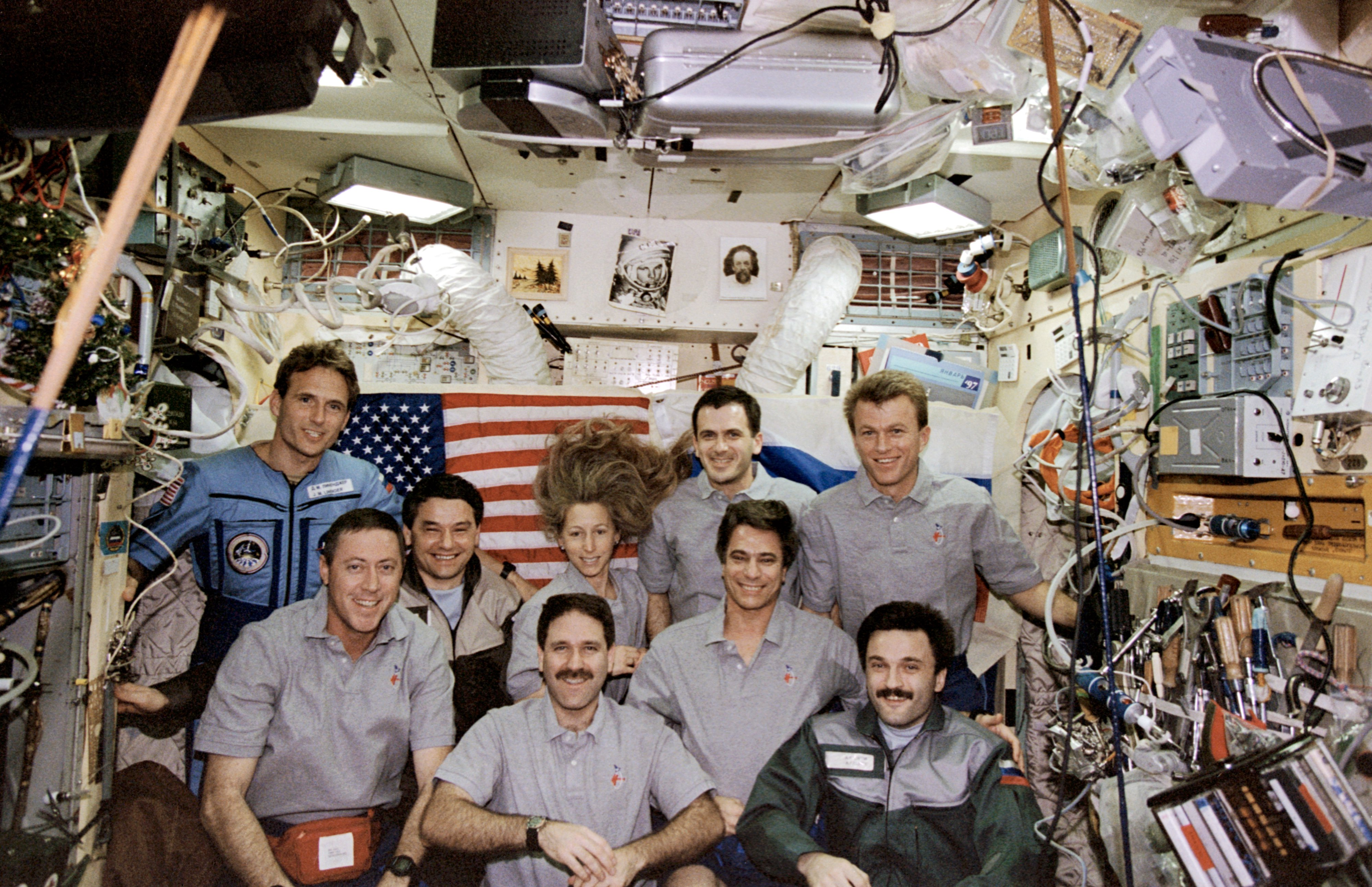
Foto di gruppo degli astronauti di STS-81 con i cosmonauti Valeri Korzun e Alexander Kaleri

La stazione spaziale fu visitata da un totale di 96 cosmonauti. Diciannove di loro vi soggiornarono per due volte, Aleksandr Stepanovič Viktorenko quattro volte e Anatolij Jakovlevič Solov'ëv cinque volte. Il record di permanenza a bordo della Mir fu stabilito dal cosmonauta russo Valerij Vladimirovič Poljakov: vi rimase infatti per un totale di 679 giorni, di cui 437 (dal gennaio del 1994 a marzo del 1995) in un unico periodo.

## Moduli impegnati
| Modulo         | Data di lancio    | Veicolo di lancio               | Data di aggancio  | Massa     | Sojuz | Funzione | Vista singola | Configurazione con la Mir | Foto |
| -------------- | ----------------- | ------------------------------- | ----------------- | --------- | ----- | --- | ------------- | ------------------------- | ---- |
| Modulo Base    | 19 febbraio, 1986 | Proton 8K82K                    | N/A               | 20100 kg  | N/A   | Spazio abitativo principale della stazione, cuore dell'intero complesso a cui si agganciavano gli altri moduli. |               |                           |      |
| Kvant-1        | 31 marzo, 1987    | Proton 8K82K                    | 9 aprile, 1987    | 10 000 kg | TM-2  | Osservazione astronomica e esperimenti di scienza dei materiali.                                                |               |                           |      |
| Kvant-2        | 26 novembre, 1989 | Proton 8K82K                    | 6 dicembre, 1989  | 19 640 kg | TM-8  | Nuovi e più sofisticati supporti vitali, ulteriori esperimenti scientifici, un airlock.                         |               |                           |      |
| Kristall       | 31 maggio, 1990   | Proton 8K82K                    | 10 giugno, 1990   | 19 640 kg | TM-9  | Esperimenti su materiali, laboratorio di geofisica e astrofisica.                                               |               |                           |      |
| Spektr         | 20 maggio, 1995   | Proton 8K82K                    | 1º giugno, 1995   | 19 640 kg | TM-21 | Zona per gli esperimenti del Programma Shuttle-Mir.                                                             |               |                           |      |
| Docking Module | 12 novembre, 1995 | Space Shuttle Atlantis (STS-74) | 15 novembre, 1995 | 6 134 kg  | TM-22 | Usato per l'aggancio con la classe di navi americane Space Shuttle.                                             |               |                           |      |
| Priroda        | 23 aprile, 1996   | Proton 8K82K                    | 26 aprile, 1996   | 19 000 kg | TM-23 | Esperimenti sulla Terra.                                                                                        |               |                           |      |

## La vita a bordo
All'interno, la Mir sembrava un labirinto angusto, pieno di tubi, cavi e strumenti scientifici così come delle attrezzature per la vita quotidiana, come foto, disegni, libri e una chitarra. La stazione comunemente ospitava tre membri dell'equipaggio, ma era in grado di supportarne fino a sei per un massimo di un mese. La stazione era stata progettata per rimanere in orbita per circa cinque anni ma ne rimase quindici. Come risultato, l'astronauta della NASA John Blaha riferì che, con l'eccezione dei moduli Priroda e Spektr, che sono stati aggiunti in seguito, Mir aveva l'aspetto di "usato".

### Attività dell'equipaggio
Il fuso orario utilizzato a bordo della Mir era quello di Mosca. Le finestre venivano coperte durante le ore notturne per dare l'impressione del buio poiché la stazione sperimentava 16 albe e tramonti al giorno. La giornata tipo per l'equipaggio iniziava con la sveglia alle 8:00, seguita da due ore di igiene personale e prima colazione. Il lavoro veniva programmato dalle 10:00 alle 13:00, seguito da un'ora di esercizio fisico e pausa pranzo di un'ora. Successivamente vi erano altre tre ore di lavoro e un'altra ora di esercizio fisico. Verso le 19:00 gli equipaggi iniziavano a preparare il loro pasto serale. Alla sera i cosmonauti disponevano del tempo libero.
Nel loro tempo libero, gli equipaggi osservavano la Terra sotto di loro, rispondevano alle lettere, ai disegni e altri oggetti inviati dalla Terra (erano soliti timbrare la corrispondenza con un timbro ufficiale) o utilizzare gli apparecchi radioamatoriali della stazione. Due segnali di chiamata radio non ufficiali, U1MIR e U2MIR, erano stati assegnati alla Mir a partire dalla fine del 1980, consentendo ai radioamatori sulla Terra di comunicare con i cosmonauti. La stazione era stata dotata anche di una grande quantità di libri e film.

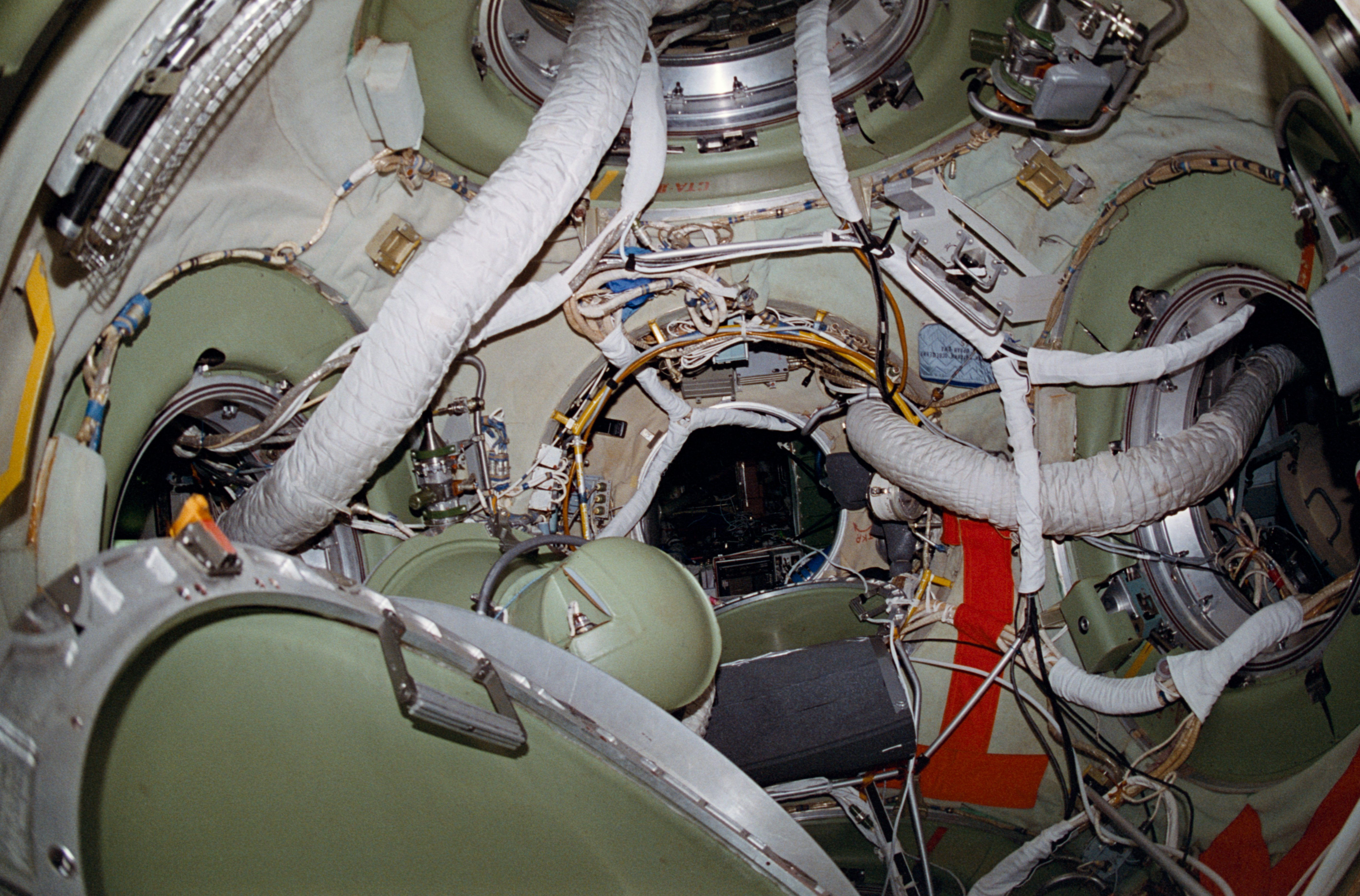
L'interno del Mir Core Module

L'astronauta della NASA Jerry Linenger racconta come la vita a bordo della Mir fosse programmata secondo dettagliati itinerari pianificati dal controllo di terra. Ogni momento della vita a bordo era contabilizzato e tutte le attività erano rigidamente programmate. Dopo aver lavorato qualche tempo a bordo della Mir Linenger ha rilevato che l'ordine in cui venivano assegnate le sue attività non rappresentava l'ordine più logico o efficiente possibile. Decise, allora, di compiere le sue funzioni più autonomamente e ciò gli permise di lavorare in modo più efficiente, con meno stanchezza e di soffrire meno di stress. Linenger notò che i suoi compagni sulla Mir non "improvvisavano" in questo modo e come medico osservò gli effetti dello stress su di loro e ritenne che la causa fosse proprio quella di seguire rigide pianificazioni senza poter apportare alcuna modifica. Nonostante questo, commentò che i suoi compagni eseguirono tutti i loro compiti in modo estremamente professionale.
L'astronauta statunitense Shannon Lucid, che stabilì il record per la più lunga permanenza nello spazio di una donna a bordo della Mir (superata da Sunita Williams, undici anni dopo sulla ISS e poi dall'Italiana Samantha Cristoforetti rimasta a bordo della ISS per 199 giorni), commentò così il lavoro a bordo della Mir: "Credo che andare a lavorare ogni giorno sulla Mir sia molto simile ad andare a lavorare quotidianamente su una base in Antartide. La grande differenza con l'andare a lavorare qui è l'isolamento, perché in realtà si è isolati. Non si ha supporto da terra. Si è veramente da soli".

### Esercizi

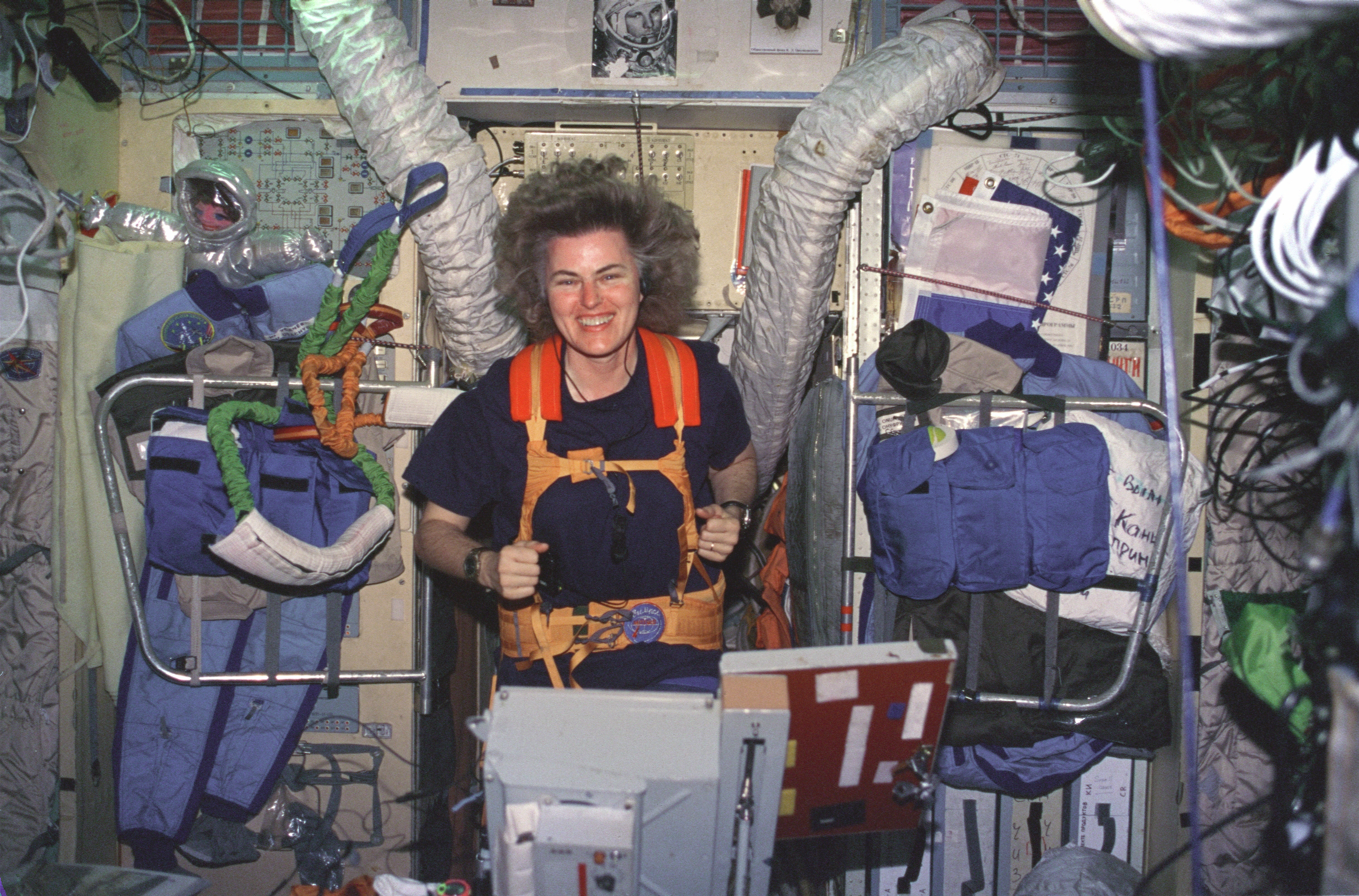
Shannon Lucid su un tapis roulant durante il suo soggiorno a bordo della Mir

Gli effetti negativi più significativi a lungo termine dell'assenza di peso sono l'atrofia muscolare e il deterioramento dello scheletro (o osteopenia da volo spaziale). Altri effetti significativi comprendono la ridistribuzione dei fluidi, un rallentamento del sistema cardiovascolare, la diminuzione della produzione di globuli rossi, disturbi dell'equilibrio e un indebolimento del sistema immunitario. Sintomi minori includono la perdita di massa corporea, congestione nasale, disturbi del sonno, eccesso di flatulenza e gonfiore del viso. Questi effetti diminuiscono rapidamente al ritorno sulla Terra.
Per evitare alcuni di questi effetti negativi fisiologici, la stazione era stata dotata di due tapis roulant (nel modulo core e Kvant-2) e una bicicletta stazionaria (nel modulo core); ogni cosmonauta doveva compiere degli esercizi ogni giorno. I ricercatori ritengono che l'esercizio fisico sia una buona contromisura per la perdita di densità ossea e muscolare che si verifica quando gli esseri umani vivono per lungo tempo senza gravità.

### Igiene

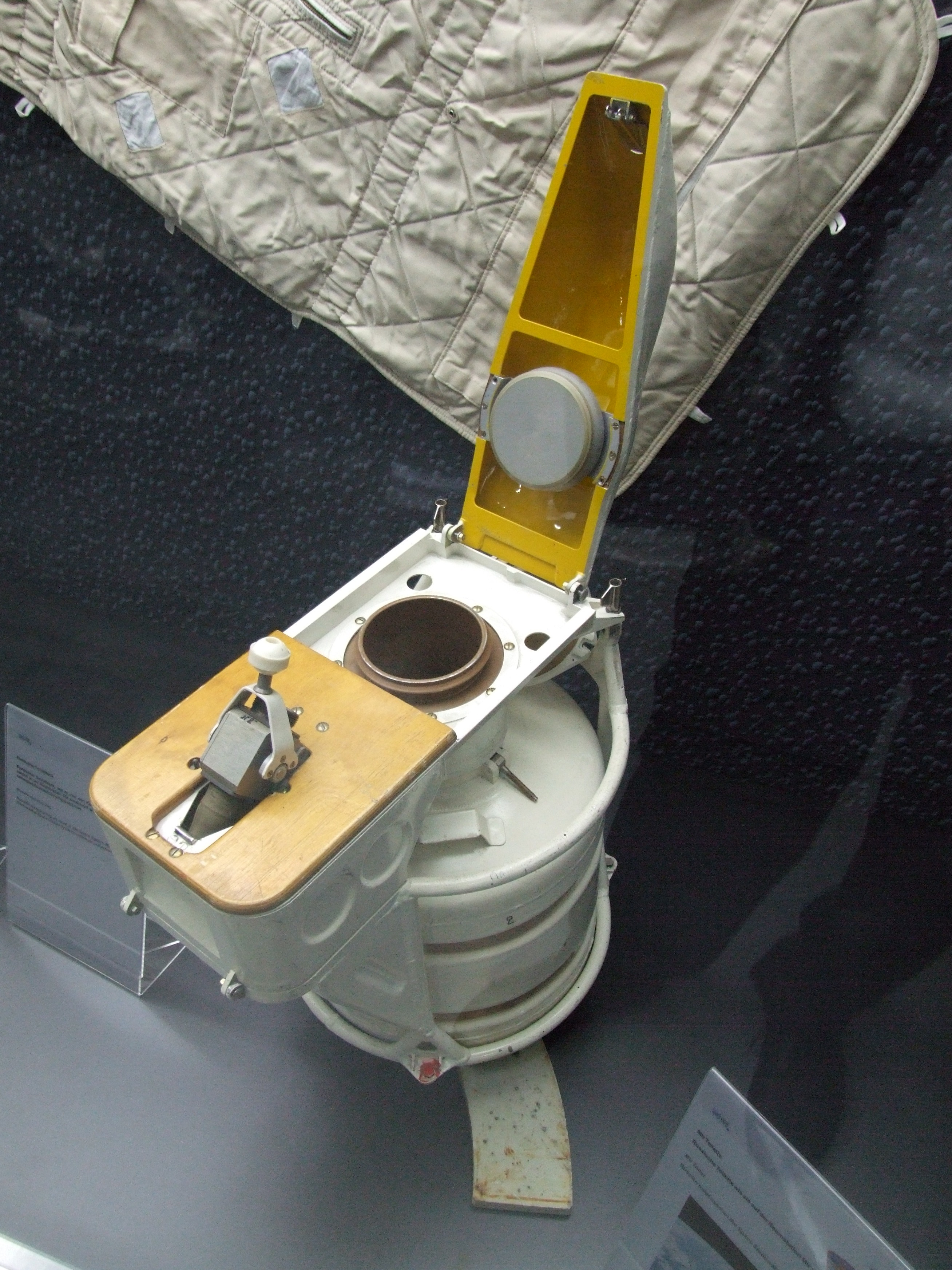
Una delle toilette spaziali della Mir

Sulla Mir vi erano due toilette spaziali, poste nei moduli Core e Kvant-2. Queste unità utilizzavano un sistema di aspirazione simile a quello dello Space Shuttle per la raccolta dei rifiuti. Per prima cosa i cosmonauti si fissavano al sedile del WC, che è stato dotato di maniglie per garantire una buona tenuta. Una leva metteva in moto un potente ventilatore che portava via i rifiuti. I rifiuti solidi erano raccolti in singoli sacchetti. I contenitori pieni venivano trasferiti sulla navicella Progress per lo smaltimento. I rifiuti liquidi venivano evacuati da un tubo collegato alla parte anteriore del WC, con adattatori anatomici a "imbuto" in modo che sia gli uomini sia le donne potessero usarlo.
La Mir possedeva una doccia, denominata Bania, che si trovava in Kvant-2. L'unità rappresentava un notevole miglioramento delle unità installate nelle stazioni Saljut precedenti. La doccia, composta da una tenda di plastica e da una ventola per raccogliere l'acqua tramite un flusso d'aria, è stata successivamente trasformata in un bagno di vapore. Quando la doccia non era disponibile, i membri dell'equipaggio si lavavano con salviette umidificate, sapone erogato da un contenitore a forma di tubo, o utilizzando un lavabo dotato di un cappuccio di plastica. Gli equipaggi erano forniti anche di uno shampoo che non necessitava di risciacquo e di dentifricio commestibile al fine di risparmiare acqua.

### Dormire nello spazio

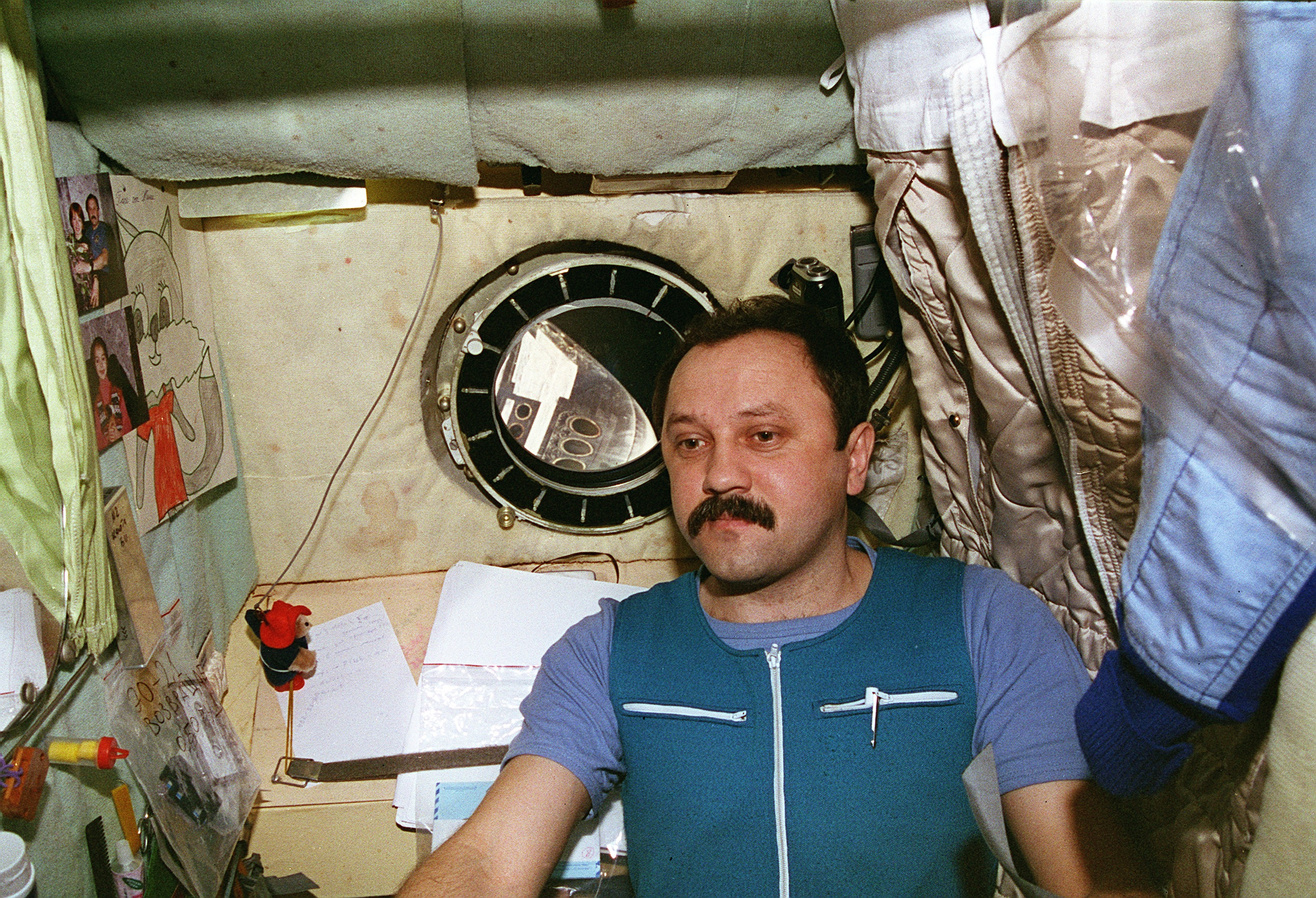
Il cosmonauta Yury Usachov nel suo Kayutka

La stazione disponeva di due alloggi permanenti, detti "Kayutkas". Questi erano delle dimensioni di una cabina telefonica ed erano posti verso la parte posteriore del modulo principale. Ognuno di essi era dotato di un sacco a pelo, di una scrivania e di un oblò, oltre ai contenitori per gli effetti personali. Gli equipaggi in visita non disponevano di un modulo assegnato per il sonno, dormivano invece in un sacco a pelo su di uno spazio disponibile appeso al muro. Gli astronauti americani erano alloggiati all'interno del modulo Spektr fino alla collisione con il veicolo spaziale Progress che ne ha causato la depressurizzazione. Era importante che i luoghi dove soggiornavano gli astronauti fossero ben ventilati, in caso contrario gli astronauti potevano svegliarsi privi di ossigeno e senza fiato, poiché l'anidride carbonica espirata dagli occupanti tendeva a formare una "bolla" intorno alle loro teste.

### Cibo e bevande
La maggior parte del cibo consumato da parte degli equipaggi della stazione era congelato o in scatola. I menu venivano preparati dai cosmonauti con l'aiuto di un dietista, prima del loro volo per la stazione. I pasti erano programmati per fornire circa 100 g di proteine, 130 g di grasso e 330 g di carboidrati al giorno, oltre a minerali e integratori vitaminici appropriati. I pasti erano divisi in tutto il giorno per aiutare l'assimilazione. Solitamente gli equipaggi bevevano tè, caffè e succhi di frutta, ma la stazione disponeva anche di una fornitura di vodka e cognac per le occasioni speciali.